# Viva la Vida
Viva la Vida – singel rockowej grupy Coldplay, pochodzący z jej wydanego w 2008 albumu, Viva la Vida or Death and All His Friends. 7 maja 2008 roku ukazała się jako cyfrowy singel w iTunes. Grupa Coldplay wzięła udział w reklamie Apple iTunes Store gdzie śpiewają piosenkę „Viva la Vida”. „Viva la Vida or Death and All His Friends” po polsku oznacza „Żyj życiem albo śmierć i wszyscy jego przyjaciele”
Utwór jest laureatem nagrody Grammy w kategorii Song of the Year w roku 2009.

## Lista utworów
Wydanie cyfrowe
1. „Viva la Vida” – 4:04

## Pozycje na listach
| Notowanie                        | Pozycja |
| -------------------------------- | ------- |
| Canadian Hot 100                 | 4       |
| Irish Singles Chart              | 3       |
| Norwegian Singles Chart          | 5       |
| Swedish Singles Chart            | 7       |
| RIANZ Singles Chart              | 16      |
| Australian Singles Chart         | 2       |
| U.S. Billboard Hot 100           | 1       |
| U.S. Billboard Hot Digital Songs | 1       |
| U.S. Billboard Pop 100           | 7       |
| UK Singles Chart                 | 1       |

## Certyfikaty i sprzedaż
| Kraj                             | Certyfikat         | Sprzedaż   |
| -------------------------------- | ------------------ | ---------- |
| Australia (ARIA)                 | platynowa płyta    | 70 000+    |
| Belgia (BEA)                     | platynowa płyta    | 30 000+    |
| Brazylia (Pro-Música Brasil)     | platynowa płyta    | 60 000+    |
| Dania (IFPI Danmark)             | 3x platynowa płyta | 270 000+   |
| Finlandia (Musiikkituottajat)    | złota płyta        | 5 000+     |
| Hiszpania (Promusicae)           | 6x platynowa płyta | 360 000+   |
| Hiszpania (Promusicae) (dzwonek) | złota płyta        | 10 000+    |
| Kanada (MC) (dzwonek)            | złota płyta        | 20 000+    |
| Niemcy (BVMI)                    | 3x platynowa płyta | 900 000+   |
| Nowa Zelandia (RMNZ)             | 4x platynowa płyta | 120 000+   |
| Portugalia (AFP)                 | 4x platynowa płyta | 80 000+    |
| Stany Zjednoczone (RIAA)         | 5x platynowa płyta | 5 000 000+ |
| Szwajcaria (IFPI Schweiz)        | platynowa płyta    | 30 000+    |
| Wielka Brytania (BPI)            | 5x platynowa płyta | 3 000 000+ |
| Włochy (FIMI)                    | 4x platynowa płyta | 200 000+   |

## Wersja Darina
W 2009 roku szwedzki piosenkarz Darin nagrał popową wersję singla Coldplay. 30 października 2009 utwór dotarł do pierwszego miejsca Swedish Singles Chart. Singel był pierwszym, który promował piąty studyjny album Darina LoveKiller.